# ورزشگاه رینو لئون
ورزشگاه رینو لئون (به اسپانیایی: Estadio Reino de León) با ظرفیت ۱۳٬۴۵۱ نفر یکی از ورزشگاه‌های فوتبال کشور اسپانیا است که در شهر لئون ایالت کاستیا و لئون واقع شده‌است. این ورزشگاه در سال ۲۰۰۱ بازگشایی شد و در حال حاضر بازی‌های خانگی باشگاه فوتبال دیپورتیو لئونسا در آن برگزار می‌گردد.